# 中性蛋白酶
中性蛋白酶（Neutral protease）是一类最适作用pH位于6.0-7.5之间，分子量为35000-40000，等电点为8-9。其作用条件温和，根据来源可分为霉菌中性蛋白酶，细菌中性蛋白酶等。
中性蛋白酶是最早发现并广泛应用于工业化生产的蛋白酶制剂，可用于焙烤食品工业中、阿斯巴甜的合成、蛋白水解物苦昧的去除，大米深加工领域以及医药治疗等领域，目前，国内外关于中性蛋白酶的研究也相当多。

## 生产菌株
- 枯草杆菌（B.subtilis）
- 淀粉糖化枯草杆菌变异株（B.subtilis var.amylosacchariticus）
- 淀粉液化芽孢杆菌（B.amloliquefaciens）
- 巨大芽孢杆菌（B.megaterium）
- 蜡状芽孢杆菌（B.cereus）
- 耐热性解蛋白芽孢杆菌（B.thermoprotelyticus）
- 奈良链霉菌（St.naraensis）
- 灰色链霉菌（St.griseus）
- 米曲霉（A.oryzae）
- 黄曲霉（A.flaves）
- 棕曲霉（A.ochracens）
- 寄生曲霉（A.parasiticus）
- 栖土曲霉（A.terricola）
- 铜绿色假单胞菌（P.aeraginasa）
- 酱油曲霉（A.sojae）
- 溶解蛋白单孢菌（Aeromonase proteolytica）
- 溶组织梭状芽孢杆菌（Cl.histolyticum）
- 奇异变形杆菌（Proteus virabilis）
- 溶酪蛋白小球菌（Micrococcus caseolyticus）
- 嗜热脂肪芽孢杆菌（B.stearothermophilus）